# New York State Route 215
New York State Route 215 (NY 215) ist eine in Nord-Süd-Richtung verlaufende State Route, deren Verlauf völlig innerhalb des Cortland County liegt. Sie hat eine Länge von knapp zehn Kilometer und erstreckt sich von der Kreuzung mit der NY 392 in Virgil zur Kreuzung mit der NY 13 in Cortland. NY 215 ist weitgehend eine ländliche Verbindungsstraße, mit Ausnahme der letzten 800 m in Cortland. Die gesamte Strecke der NY 215 war ursprünglich Teil der New York State Route 90. Anfang der 1980er Jahre wurde die NY 90 nördlich ihrer Kreuzung mit dem U.S. Highway 11 (US 11) im Village of Homer gestrichen. Der frühere Streckenverlauf südlich davon wurde als NY 215 und NY 392 gewidmet, und mancherorts befinden sich noch Referenzmarkierungen als NY-90.

## Streckenbeschreibung
NY 215 beginnt an der Kreuzung mit der NY 392 in dem Weiler Virgil innerhalb der gleichnamigen Town. NY 392 führt von Süden her in diese Kreuzung und verlässt diese in östlicher Richtung, während NY 215 nordwärts gerichtet ist und ihren Weg parallel zum Virgil Creek durch das ländliche und hügelige Gebiet der Town nimmt. Virgil Creek entspringt knapp südlich der Grenze zur Town of Cortlandville; NY 215 führt weiter hinauf auf den Bergkamm und dann abwärts nach Cortlandville hinein, wobei ein weitreichender Stadt über die City of Cortland, das umgebende Tal des Tioughnioga River, in dem die Stadt und das nahegelegene Village of Homer.
Die Strecke erreicht den Talgrund und passiert einen Abschnitt mit einiger Bebauung knapp außerhalb der Stadtgrenzen, wobei es sich um die ersten an der Straße gelegenen Bauten in nördlicher Richtung handelt. Die Bebauung wird in Cortland dann dichter, und die Straße erhält den Namen Owego Street. NY 215 führt als solche weiter bis zur Kreuzung mit der Tompkins Street, wo die Strecke an der NY 13 endet. Diese Kreuzung liegt etwa 400 m südwestlich der Downtown Cortlands und etwa 800 m südöstlich des Campus der State University of New York at Cortland. NY 215 wird zwischen der NY 392 und der Stadtgrenze Cortlands unterhalten vom New York State Department of Transportation (NYSDOT), der restliche Abschnitt nördlich der Stadtgrenze unterliegt der City-Verwaltung.

## Geschichte
Der Nord-Süd-Highway, der Virgil mit Cortland verbindet, war ursprünglich ein Bestandteil der NY 90. Diese Strecke wurde bei der Neunummerierung der State Routes in New York 1930 zwischen Messengerville im Süden und Montezuma über Virgil und Cortland neu ausgewiesen. Am 1. April 1981 wurde das Eigentum und die Unterhaltspflicht für eine Strecke zwischen der NY 90 in Virgil und der Countygrenze zwischen Tompkins County und Cortland County vom Cortland County an den Bundesstaat New York übertragen. Nach der Übertragung wurde die NY 90 südlich der Kreuzung mit der US 11 im Village of Homer nördlich von Cortland aufgelassen. Der frühere Verlauf der NY 90 zwischen Virgil und Cortland wurde neu als NY 215 gewidmet, während der Abschnitt Virgil–Messengerville zum Bestandteil der NY 392 wurde, die sich westwärts ins Tompkins County erstreckt.

## Hauptstraßenkreuzungen
| Lage     | Meile | km   | Richtung | Anmerkung        |
| -------- | ----- | ---- | -------- | ---------------- |
| Virgil   | 0,00  | 0,00 | NY 392   | Hamlet of Virgil |
| Cortland | 6,11  | 9,83 | NY 13    |                  |

## Belege
1. 1 2  Rand McNally and Company (Kartograph): I Love New York Tourism Map.  [Karte]. Hrsg.: State of New York. 1981 (englisch).
2. 1 2  Rand McNally and Company (Hrsg.): New York.  [Karte]. 1985, ISBN 0-528-91040-X (englisch).
3. 1 2  overview map of NY 215. Yahoo Maps, ehemals im Original (nicht mehr online verfügbar); abgerufen am 20. Februar 2011 (englisch). (Seite nicht mehr abrufbar. Suche in Webarchiven)
4. ↑  Cortland County Inventory Listing. (CSV) New York State Department of Transportation, 2. März 2010, abgerufen am 29. Juli 2012 (englisch).
5. ↑  General Drafting (Kartograph): Road Map of New York.  [Karte]. Hrsg.: Standard Oil Company of New York. 1930 (englisch).
6. ↑  New York State Legislature: New York State Highway Law § 341. In: public.leginfo.state.ny.us. Ehemals im Original (nicht mehr online verfügbar); abgerufen am 30. Juli 2012 (englisch). (Seite nicht mehr abrufbar. Suche in Webarchiven)
7. ↑  2008 Traffic Volume Report for New York State. (PDF) In: dot.ny.gov. New York State Department of Transportation, 16. Juni 2009, S. 189, abgerufen am 29. Juli 2012 (englisch).